# Irineópolis
Irineópolis is een gemeente in de Braziliaanse deelstaat Santa Catarina. De gemeente telt 10.748 inwoners (schatting 2009).

## Aangrenzende gemeenten
De gemeente grenst aan Canoinhas, Porto União, Timbó Grande en Paula Freitas (PR).